# Luís Trochillo
Luís Trochillo (São Paulo, 7 maart 1930 - aldaar, 17 januari 1998) was een Braziliaanse voetballer, bekend onder zijn spelersnaam Luizinho.

## Biografie
Luizinho is van Spaanse afkomst. In 1948 begon hij te spelen voor Corinthians. Hij won er drie keer het Campeonato Paulista mee, drie keer het Torneio Rio-São Paulo en in 1953 de Pequeña Copa del Mundo, de voorloper van de wereldbeker. Hij was samen met Cláudio en Baltazar een gouden aanvalstrio voor de club. In 1963 ging hij voor Juventus spelen, maar na een meningsverschil met de trainer keerde hij in 1964 terug naar Corinthians.
Luizinho speelde ook elf keer voor het nationale elftal. In 1956 scoorde hij tegen Argentinië en zorgde er zo voor dat het land na tien jaar nog eens kon winnen van de aartsrivaal.
Nadat hij zijn carrière beëindigde bleef hij voor Corinthians werken, en maakte deel uit van het technische team.